# Lutou (köpinghuvudort i Kina, Shandong Sheng, lat 37,61, long 120,46)
Lutou (kinesiska: 芦头, 芦头镇) är en köpinghuvudort i Kina. Den ligger i provinsen Shandong, i den östra delen av landet, omkring 320 kilometer öster om provinshuvudstaden Jinan. Antalet invånare är 31 130. Befolkningen består av 15 456 kvinnor och 15 674 män. Barn under 15 år utgör 11,0 %, vuxna 15-64 år 77 %, och äldre över 65 år 10,0 %.
Runt Lutou är det tätbefolkat, med 819 invånare per kvadratkilometer. Närmaste större samhälle är Donglai, 6,8 km nordost om Lutou. Trakten runt Lutou består till största delen av jordbruksmark.
Genomsnittlig årsnederbörd är 750 millimeter. Den regnigaste månaden är juli, med i genomsnitt 295 mm nederbörd, och den torraste är januari, med 11 mm nederbörd.